# 肩甲挙筋

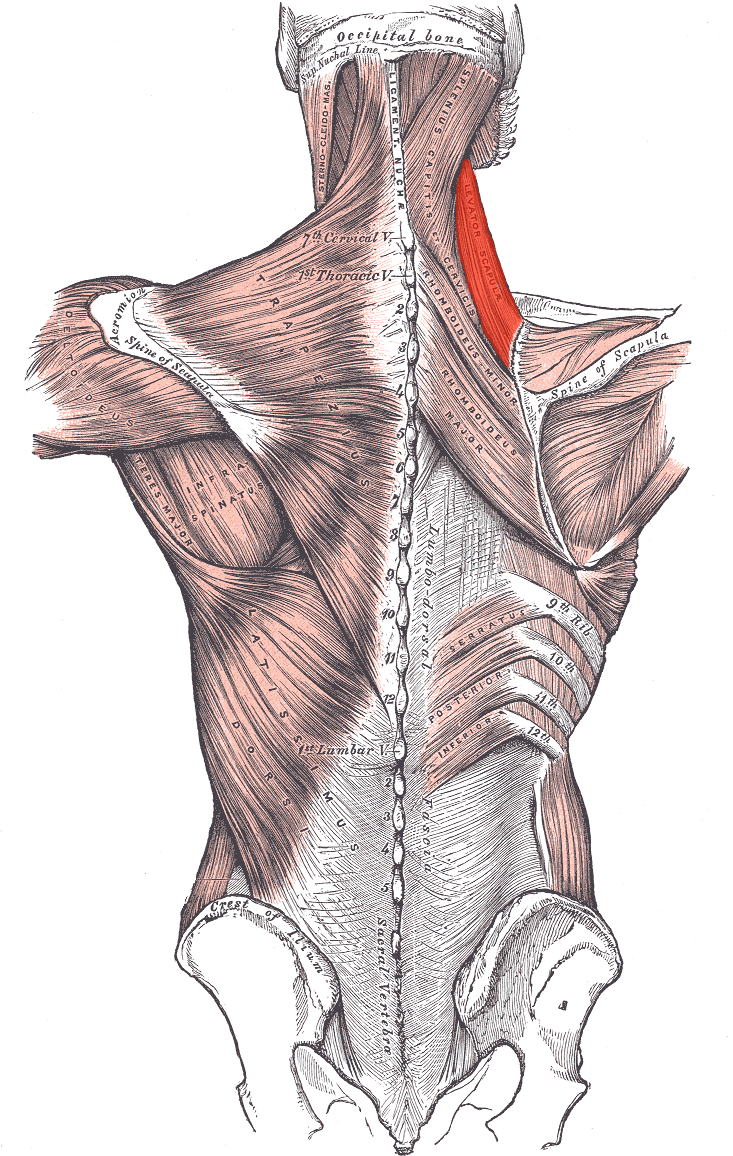

肩甲挙筋（けんこうきょきん、英語: levator scapulae muscle）は、背部の筋肉の棘腕筋のうち、頸椎と肩甲骨をつなぐ筋肉である。上位頸椎横突起を起始とし、下方やや外側に向かって走り、肩甲骨内側縁に付着する。
肩甲骨を上方へと引く作用がある。不良姿勢などによる肩こりでは、この筋肉にも不快感や重苦しさ、痛みを感じることがある。

## 起始と停止
第1～第4頚椎横突起から起始する。肩甲骨上角とこれに続く肩甲骨内側縁に停止する。
肩甲挙筋は胸鎖乳突筋の深部から起始することがあり、頭板状筋に起始と中間部が隣接または深く入り込み、僧帽筋の深部に下部が位置する。

## 作用
脊髄が、固定されたとき、肩甲骨を挙げ、肩甲骨下角を内側に引く。たいてい、菱形筋や小胸筋などの他の筋とともにはたらき、下方回旋をする。
肩を一度に動かし挙上や回旋をするには頚椎を安定させ固定することが必要である。頚骨の両側に起始をもつ一対の肩甲挙筋は等しい力を出すことにより、これを実現させる。下方回旋は他の脊椎を挙げる筋により妨げられうるが、僧帽筋の上部繊維が下方回旋の主力である。
肩が固定されたとき、肩甲挙筋は回旋し、頚椎を外側に曲げる。両側の肩が固定されたときは、両側の肩甲挙筋は頚椎が直立するように働く。

## 関係
後頚三角に位置し、肩甲挙筋上部は胸鎖乳突筋、下部は僧帽筋に覆われる。中斜角筋の正面、頚板状筋の後ろを走行する。脊髄副神経が筋中部の外側を横切り、肩甲背神経が深部に入り込むまたは突き抜ける。